# حقيبة الطيران الإلكترونية

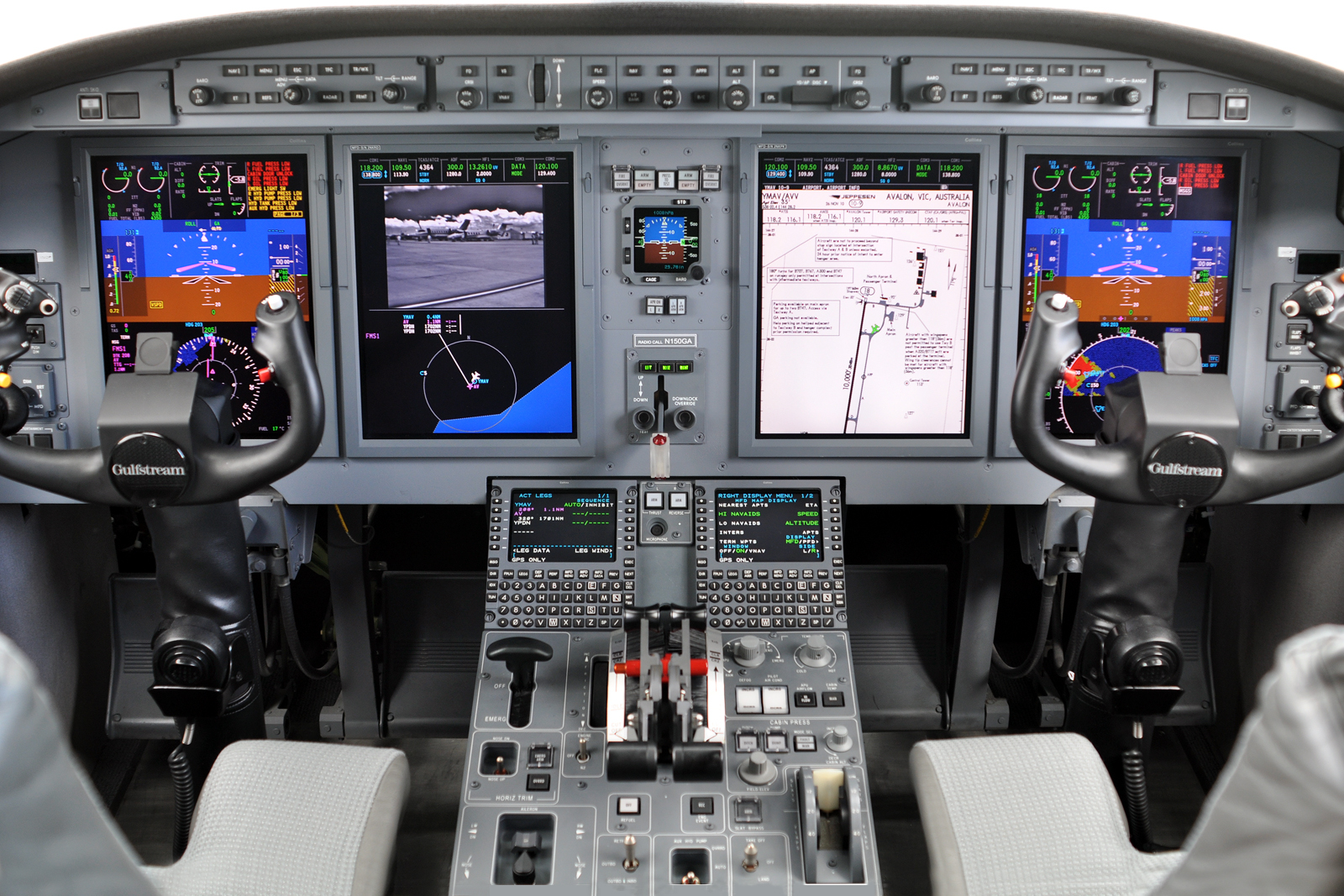
حقيبة طيران إلكترونية توضح مخطط المطار لمطار أفالون

حقيبة الطيران الإلكترونية (electronic flight bag) يُشار إليها اختصاراً باسم (EFB) عبارة عن جهاز إلكتروني لإدارة المعلومات يساعد أطقم الطيران على أداء مهام إدارة الرحلة بسهولة وكفاءة أكبر باستخدام ورق أقل مما يوفر المواد المرجعية التي غالبًا ما توجد في حقيبة الطيران المحمولة للطيار، بما في ذلك «دليل التشغيل لطاقم الطيران» والمخططات الملاحية وما إلى ذلك. بالإضافة إلى ذلك، يمكن لـ (EFB) استضافة تطبيقات البرامج المصممة لهذا الغرض لأتمتة الوظائف الأخرى التي يتم إجراؤها يدويًا بشكل طبيعي، مثل حسابات أداء الإقلاع. حصلت حقيبة الطيران الإلكترونية (EFB) على اسمها من حقيبة الطيران التقليدية للطيار، والتي عادة ما تكون ثقيلة (تصل إلى 18 كيلوغرام (40 رطل) أو أكثر والتي يحملها الطيارون إلى قمرة القيادة.
تم تصميم حقيبة الطيران الإلكترونية بشكل أساسي لاستخدامها في قمرة القيادة / منصة الطيران أو استخدام المقصورة. للطائرات الكبيرة والتوربينية، يتطلب (FAR91.503) وجود مخططات ملاحية على الطائرة. إذا تم احتواء المصدر الوحيد لمعلومات مخطط الملاحة الخاص بالمشغل على (EFB)، فيجب على المشغل إثبات أن (EFB) ستستمر في العمل طوال حدث تخفيف الضغط، وبعد ذلك، بغض النظر عن الارتفاع.

## تاريخ
جاءت أقدم سلائف (EFB) من الطيارين الفرديين من فيديكس في أوائل التسعينيات الذين استخدموا أجهزة الكمبيوتر المحمولة الشخصية الخاصة بهم حيث يشار إليها باسم (Airport Performance Laptop Computer) لإجراء حسابات أداء الطائرة على متن الطائرة (كان هذا كمبيوترًا تجاريًا جاهزًا وكان يعتبر محمول).
أول حقيبة إلكترونية حقيقية مصممة خصيصًا لتحل محل حقيبة أدوات الطيار بالكامل، حصلت على براءة اختراع من قبل أنجيلا ماسون باسم حقيبة الأدوات الإلكترونية (EKB) في عام 1999. في عام 2005، تم إصدار أول حقيبة حمل إلكترونية تجارية من الفئة 2 لشركة (Avionics Support Group، Inc). مع «حامل تثبيت مستقر» (cfMount) كجزء من (EFB). تم إجراء التثبيت على طائرة بوينغ 737 الجيل القادم لشركة ميامي للطيران.
في عام 2009، أكملت شركة كونتيننتال إيرلاينز بنجاح أول رحلة طيران في العالم باستخدام سطح مطار جيبسين «خريطة متحركة للمنطقة» (Area Moving Map) اختصارا (AMM) تظهر موقع «السفينة الخاصة» على منصة حقيبة الطيران الإلكترونية من الفئة 2. يستخدم تطبيق (AMM) قاعدة بيانات عالية الدقة لعرض خرائط المطار بشكل ديناميكي.
نظرًا لأن تقنية الحوسبة الشخصية أصبحت أكثر إحكاما وقوة، أصبحت (EFB) قادرة على تخزين جميع مخططات الطيران للعالم بأسره على ثلاثة أرطال واحدة (1.4 كجم) كمبيوتر، مقارنة بـ 80 رطل (36 كغم) من الورق المطلوب عادةً للمخططات الورقية في جميع أنحاء العالم. يزيد استخدام (EFB) من السلامة ويعزز وصول الطواقم إلى إجراءات التشغيل ومعلومات إدارة الرحلة، ويعزز السلامة من خلال السماح لأطقم الطائرات بحساب أداء الطائرات للمغادرة والوصول بشكل أكثر أمانًا وكذلك وزن الطائرة وتوازنها لأغراض تخطيط التحميل بدقة.
اشترت قيادة العمليات الخاصة بالقوات الجوية (AFSOC) إمدادًا أوليًا لأكثر من 3000 قاعدة إلكترونية للطائرات التي تعمل بنظام آي باد والتي تم إطلاقها في ديسمبر 2011. في عملية استحواذ مماثلة، أطلقت (Air Mobility Command) عقدًا لما يصل إلى 18000 من (EFB) القائمة على آي باد. طورت قيادة العمليات الخاصة بالقوات الجوية داخليًا طريقة آمنة لنقل مجموعة بيانات منشورات معلومات الطيران الشهرية (FLIP) الصادرة عن وكالة الاستخبارات الجغرافية المكانية الوطنية (NGA) إلى جميع مستخدميها في جميع أنحاء العالم.
بعد تجربة أجهزة آي باد مثل (EFB) في عام 2011، أعلنت خطوط دلتا الجوية في أغسطس 2013 أنها ستحل محل السياسة التي تسمح للطيارين باستخدام الأجهزة اللوحية الشخصية مثل (EFB). خططت دلتا لتقديم (EFB) المعتمدة الجديدة لجميع طياريها بحلول مايو 2014، بعد موافقة (FAA) في فبراير. تمت معالجة المخاطر المبكرة للكسر في أجهزة آي باد المستخدمة كحاويات إلكترونية من خلال تصميم هيكل متين.
ومع ذلك، تم إلغاء شراء آي باد من (AFSOC) في فبراير 2012 بسبب مخاوف أمنية، حيث قد تتسبب مشكلات شراء البرامج الروسية الصنع في مخاطر محتملة لفضح المستخدمين النهائيين.

## ميزات التصميم
تم تقسيم (EFB) في البداية إلى عدد من فئات الأجهزة وأنواع البرامج. ومع ذلك، تم تصنيف أجهزة (EFB) لاحقًا ببساطة على أنها «محمولة» (PED) أو «مثبتة». يمكن اعتبار المحمول لدمج الفروق السابقة في الفئة 1 و 2، بينما يُعد التثبيت مكافئًا للفئة 3. تم إجراء هذه التبسيط لتقليل الالتباس وللتنسيق مع إرشادات وكالة سلامة الطيران الأوروبية "اياسا" ومنظمة الطيران المدني الدولى «إيكاو» التي تم إصدارها بالفعل.
كانت فئات أجهزة (EFB) القديمة:
- الفئة 1 - المعدات القياسية التجارية الجاهزة (COTS) مثل أجهزة الكمبيوتر المحمولة أو الأجهزة الإلكترونية المحمولة باليد. تُستخدم هذه الأجهزة كمعدات فضفاضة ويتم تخزينها عادةً خلال المراحل الحرجة من الرحلة (أقل من 10000 قدم).[2] يعتبر جهاز (EFB) من الفئة 1 جهازًا إلكترونيًا محمولًا (PED). يمكن استخدام أجهزة (EFB) من الفئة 1، مثل أجهزة ايباد في لقمرة القيادة، لعرض تطبيقات النوع B في المراحل الحرجة من الرحلة شريطة أن تكون «آمنة وقابلة للعرض».[2]
- الفئة 2 - الأجهزة الإلكترونية المحمولة، وتتراوح من معدات (COTS) المعدلة إلى الأجهزة المصممة لهذا الغرض.[2] عادةً ما يتطلب التركيب أو الطاقة (طاقة السفينة كأساسي) أو اتصال البيانات الخاص بـ (EFB) تطبيق (STC) أو شهادة النوع أو شهادة النوع المعدل. (المرجع: FAA Order 8900.1)[2]
- الفئة 3 - تعتبر «معدات مثبتة» وتخضع لمتطلبات صلاحية الطيران، وعلى عكس أجهزة (PED)، يجب أن تكون تحت سيطرة التصميم. تخضع الأجهزة لعدد محدود من متطلبات (RTCA DO-160 E) (للمعدات غير الأساسية - سلامة التصادم النموذجية واختبار الانبعاثات المشعة والموجهة).[2] فصل عادة ما يتم تثبيت الفئة 3 (EFB) بموجب (STC) أو أي موافقة أخرى على صلاحية الطيران.[2]

قد تستضيف (EFB) مجموعة واسعة من التطبيقات، مصنفة في البداية إلى ثلاث فئات للبرامج.
- نوع أ
  - التطبيقات الثابتة، مثل عارض المستندات (تنسيقات PDF وHTML وXML)؛
  - أدلة تشغيل طاقم الرحلة، والمستندات المطبوعة الأخرى مثل المطار ناتوم؛[2]
- نوع ب
  - «المخططات» الإلكترونية الثابتة أو الديناميكية لتتضمن (على الرغم من أنها لا تتطلب) التحريك، والتكبير / التصغير، والتمرير؛[2] (AC120-76)، (الملحق ب)
- نوع ج
  - تستخدم كشاشة متعددة الوظائف (MFD)؛ في حالة واحدة على الأقل كجزء من نظام بث مراقبة تابع آلي. يجب تشغيل تطبيقات النوع C فقط على فئة 3 (EFB).[2]

في البداية، تم اعتبار التطبيقات من النوع C خاضعة لمتطلبات الصلاحية للطيران وعلى هذا النحو يجب تطويرها وفقًا لأهداف (DO-178 / ED-12) وتشغيلها على الفئة 3 من (EFB). في وقت لاحق، مع إصدار AC 120-76D) في عام 2017، تمت إزالة الإشارة إلى تطبيقات النوع C، ولم تعد وظائفها من وظائف (EFB).

## أنظمة
في حين أن مشغلي الجزء (91 من FAR) (أولئك الذين لا يسافرون للتأجير، بما في ذلك المشغلون الخاصون والشركات) يمكنهم استخدام سلطة القيادة التجريبية للموافقة على استخدام (EFB) التي هي (PED)، المشغل مع OpSpecs (جزء 135، جزء 121) يجب أن تسعى للحصول على الموافقة التشغيلية من خلال عملية المواصفات بناءً على المتطلبات التالية:
- يجب أن تفي أجهزة (PED) المستخدمة كتكوين (EFB) بمتطلبات اختبار الضغط السريع الخاصة بـ (RTCA DO-160E) القياسي.[28]
- يجب إجراء أي تثبيت أو مرفق أو اتصال بيانات لـ (PED) المستخدمة مثل (EFB) بأنظمة الطائرات وفقًا للبيانات المعتمدة (مثل شهادة النوع الإضافي أو شهادة النوع أو شهادة النوع المعدل).[29]